# Mariental (Schweiz)
Das Mariental ist eine Landschaft im Wahlkreis Entlebuch im Kanton Luzern entlang der Waldemme, dem Hauptquellfluss der Kleinen Emme. Der höchste Punkt der nördlichen Talseite ist die Südelhöhe mit 1110 m, auf der südlichen Seite erreicht das Bödili 1240 m.
Der Mittelpunkt und wichtigste Ort des Marientals ist der Fremdenverkehrsort Sörenberg.